# NGC 2319
NGC 2319 je otvoreni skup u zviježđu Jednorogu. 

## Vanjske poveznice
- SEDS: NGC 2319